# 宋孝武帝
宋孝武帝劉駿（430年9月19日—464年7月12日），字休龍，小字道民，宋文帝劉義隆的第三子，南朝宋第四任皇帝。453年3月16日深夜，皇太子劉劭於京城建康（今南京市）行凶，殺害父皇宋文帝劉義隆，自稱皇帝；時為武陵王的劉駿在沈慶之的輔佐下，於江州（今九江市）起兵宣討。同年5月20日，於新亭（今南京市西南）即皇帝位。5月27日攻下京城，擒斬長兄劉劭、二兄劉濬。隔年（454年）2月14日改元，年號孝建；457年2月10日二度改元，年號大明。
劉駿在位期間，加強中央集權，撤除「錄尚書事」職銜，並分割州、郡以削弱藩鎮實力；誅中書令王僧達、丹陽令顏竣，討誅隨王劉誕，剷除強臣。崇禮佛教，尊奉高僧僧導，率公卿親臨瓦官寺聽宣《維摩詰經》；詔令整肅佛門，勒令不法僧人還俗；史載劉駿天性好色，臨幸不避戚誼，並有與母后路惠男亂倫之嫌疑，流傳後世。
464年7月12日，劉駿病逝於建康宮玉燭殿，享年三十五歲，在位十一年。8月27日，奉葬景寧陵。
史載劉駿其人機警聰慧，博學多聞並文采華美，讀書能七行俱下，又雄豪尚武，擅長騎射。劉駿病逝後，吏部尚書蔡興宗稱其為「守道之君」（「以道始終」）；然而劉駿生性喜奢、欲求無度，晚年「尤貪財利」、不聽善諫，以致原本讚許他德行的士族，也感嘆「天下失望」；更兼大明末年，浙江大旱，通貨膨脹失控、浙江的人民餓死十分之六、七，依《宋書‧州郡志》記載之戶口推算，飢餓致死者最高可能有三十萬人。南朝梁史家裴子野總結劉駿「威可以整法，智足以勝奸，人君之略，幾將備矣。」卻也嘆道：「夫以世祖才明，少以禮度自肅，思武皇之節儉，追太祖之寬恕，則漢之文景，曾何足云！」

## 早年生涯
劉駿生於南朝宋文帝元嘉年間（430年9月19日），為宋文帝第三子。435年，年僅六歲便受封武陵王，食邑二千戶；439年，時年十歲，受詔都督湘州諸軍事、征虜將軍、湘州刺史，領石頭戍事；440年，遷使持節、都督南豫、豫、司、雍、并五州諸軍事、南豫州刺史，仍任征虜將軍，戍守石頭城；444年，加都督秦州，進號撫軍將軍；隔年（445年），時年十六歲，受詔改任都督雍、梁、南北秦四州，荊州之襄陽、竟陵、南陽、順陽、新野、隨六郡諸軍事、甯蠻校尉、雍州刺史，持節，仍任撫軍將軍。自東晉偏安江東後，劉駿為南朝第一位出鎮襄陽的皇室子弟。448年，受詔改任都督南兗、徐、兗、青、冀、幽六州、豫州之梁郡諸軍事、安北將軍、徐州刺史，持節如故，北鎮彭城。不久宋文帝又下詔加任劉駿為兗州刺史，次子始興王劉濬為南兗州刺史，因此劉駿都督南兗州的職銜當即撤銷。
450年，北魏太武帝拓跋燾率兵南侵，宋文帝詔令劉駿領兵北襲屯駐於汝陽的北魏永昌王拓跋仁。劉駿領一千五百兵馬進襲汝陽，魏兵因無防備而潰敗。但之後探得宋軍並無援軍，因而反戈一擊，宋軍大敗，士兵僅有九百人生還。5月19日，劉駿因汝陽戰敗，降號為鎮軍將軍。451年3月19日，魏軍解圍盱眙北還。4月13日，因防禦北魏入侵無功，宋文帝再下詔降劉駿為北中郎將。
452年，劉駿時年二十三歲，加封都督南兗州軍事，擔任南兗州刺史，鎮守山陽，不久改任都督江州、荊州之江夏、豫州之西陽、晉熙、新蔡四郡諸軍事、南中郎將、江州刺史，持節如故。當時江寇橫行，宋文帝派遣步兵校尉沈慶之討賊，由劉駿全權統領征討大軍。劉駿的親信顏竣，曾於彭城假托沙門僧語，散佈劉駿當為「真人」的符讖謠言，並傳至京師。宋文帝欲行加罪，卻因爆發太子劉劭詛咒皇帝的巫蠱事件，故對劉駿和顏竣暫時不予治罪。

## 孝武踐祚

### 起兵與登基
453年3月16日深夜，劉駿長兄、皇太子劉劭趁夜帶兵入宮弒君，宋文帝遇害。劉劭稱帝，進號劉駿為征南將軍、加任散騎常侍，以示攏絡，卻矚使步兵校尉沈慶之殺害劉駿。沈慶之受命後求見劉駿，劉駿稱病不敢接見。沈慶之便闖至劉駿面前，將劉劭的手書呈遞。劉駿涕泣請求沈慶之讓自己與母親路淑媛訣別。沈慶之說：「下官受先帝厚恩，常願報德，今日之事，唯力是視，殿下是何疑之深！」劉駿聽此言，便起座再拜說：「家國安危，在於將軍。」遂由沈慶之處分內外。453年4月11日，劉駿戒嚴示眾，起兵討逆。荊州刺史南譙王劉義宣、雍州刺史臧質響應義舉。5月1日，劉駿移檄建康（今南京市）；14日，冠軍將軍柳元景與劉劭大戰於新亭，劉劭敗逃；三天後，劉駿兵進江寧；18日，江夏王劉義恭來降，奉表上尊號；隔日，劉駿進駐新亭，使散騎侍郎徐爰草制即位禮儀。
453年5月20日，武陵王劉駿於新亭即皇帝位，大赦天下，時年二十四歲；27日，攻陷建康城，斬偽皇帝劉劭及二兄劉濬。

### 平叛與剷除強臣
454年3月17日，南郡王劉義宣、江州刺史臧質、豫州刺史魯爽、兗州刺史徐遺寶舉兵造反。因新皇即位日淺，朝廷得報大懼。劉駿甚至想奉呈乘輿法物迎劉義宣即位，竟陵王劉誕當即阻止，說：「奈何持此座與人？」劉駿乃止。4月19日，安北司馬夏侯祖歡擊破徐遺寶；6月1日，鎮軍將軍沈慶之於曆陽之小峴大破魯爽，將其斬決；29日，劉義宣及臧質率軍攻梁山營壘，豫州刺史王玄謨派遣遊擊將軍垣護之、竟陵太守薛安都出壘迎戰，擊敗臧質。垣護之因風縱火，劉義宣及臧質大敗而逃；7月13日，臧質遭斬；8月4日，賜死劉義宣於江陵獄中。
455年8月29日，因武昌王劉渾自號楚王、擅訂年號（永光），潛越禮制，下詔將其廢為庶人，賜死。
459年，劉駿暗示有司核奏竟陵王劉誕不法，貶爵為侯，並任命垣閬為兗州刺史，以赴鎮所為名，趁機襲擊劉誕。事泄失敗，垣閬被殺。6月4日，劉誕聚眾造反，佔據廣陵城，劉駿派遣車騎大將軍沈慶之率兵平叛；9月22日，攻下廣陵，將劉誕斬首，殺光城內的三千男丁，女子賞賜給兵士。

### 集權改革與用倖
劉駿是一個頗有作為、積極改革制度的皇帝。他加強中央集權，撤除「錄尚書事」職銜，並分割州、郡以削弱藩鎮實力。454年7月28日，因揚、荊二州地大兵多，刺史易生異志，劉駿下詔分割揚州、浙東五郡為「東揚州」，並由荊、湘、江、豫四州分割出八郡，劃歸「郢州」，荊、揚二州自此削弱；撤除「南蠻校尉」一職，戍兵移鎮建康，增強京師武備。同年（454年），劉駿因劉義宣叛亂，有意削弱諸王侯權勢，江夏王劉義恭於是奏請裁損諸王侯車服器用、樂舞制度九條，劉駿准奏後，更另有司增訂至二十四條，全面抑制藩王地位，威福獨專。宗王兄弟中只有七弟劉宏被親愛重用，455年成為宰相（458年卒）。孝武帝同時重用江東寒門沈慶之與傖荒北人柳元景，依照兩人的功績，先後提拔為三公，開啟吳興沈氏與河東柳氏攀升為南朝高門的起始之路，並開創南朝寒門、寒人以軍功升為三公的先例。
458年（大明二年），在外放顏竣並處死王僧達後，劉駿欲大權獨攬、專擅朝綱，因此除了高門蔡興宗與袁顗以外，從此不再放權給宗王兄弟與高門強族的大臣，專委任倖臣充作耳目，隱刺朝政，形成後代所謂「寒人掌機要」的政治局面，孝武帝的集權統治也被史書稱為「主威獨運，官置百司，權不外假」。倖臣當中，戴法興、巢尚之、戴明寶、徐爰四人，最有理政才幹，因此大受寵幸，事必與議。巢尚之及徐爰尤知謹慎，惟戴法興及戴明寶卻因此作威作福、納賄受貨，門庭若市，身價並達千金。戴明寶尤其驕縱，放任長子戴敬出錢搶買皇帝的御用物，甚至於劉駿出巡時，騎馬於御輦旁來回奔馳，毫無顧忌。劉駿大怒，下令處死戴敬並將戴明寶下獄，不久仍釋放，委以重任如初。而戴法興於劉子業任皇太子時即奉命侍從，後更受劉駿遺命託孤，輔佐劉子業繼位（宋前廢帝），以致宋前廢帝時有民間謠言：「戴法興為真天子，皇帝為假天子。」之語，權重若此。

### 晚年無禮與浙江大旱
劉駿生性嚴峻寡恩，對待左右侍臣，動輒屠戮；甚且自詡風流，晚年專喜戲謔大臣，各取綽號，無禮之至，惟吏部尚書蔡興宗方直嚴肅，劉駿憚怕之，不敢侵狎；平時飲食起居極盡奢華，宮殿牆柱及地板皆鋪錦繡，又嫌宮廷狹小，特命建「玉燭殿」以供享樂，並破壞其祖父、宋武帝生前所居密室，做為地基，並率大臣圍觀動工。見床頭用土作鄣，牆上掛葛燈籠、麻繩拂，侍中袁顗便稱讚宋武帝有節儉樸素之德，劉駿自以為名士派頭，瞧不起沒文化的祖父劉裕，批評說：「田舍公得此，以為過矣！」（「鄉下人能用這些東西，已經太過了！」）
劉駿生性好賭，揮霍不少，加上國家戰亂之後，中央府庫空虛、無錢可使，便效法桓玄手段，以賭博斂財。詔命凡各州刺史及二千石官員，卸職還都時須獻奉財物，限期繳納。其後更召入宮中賭博作樂，賺盡地方官於其任上所積錢財，方准離去。這種收稅辦法被後任的宋、齊皇帝沿用並發揚光大，直接強逼刺史「獻奉」，省略掉賭博這種相對體面的手法。；劉駿晚年喜好飲酒，常飲至深夜，隔日起床洗漱完畢後，便繼續喝至大醉，整日嗜睡。然而有奏疏馳至，便立刻整理好儀容，毫無醉態。宮中內外都佩服他的機神明肅，不敢偷懶懈怠。
大明七年（463年）底至八年（464年），浙江等地因為劇烈旱災，造成嚴重的大饑荒，浙江十分之六的戶口餓死逃散。宋朝史家司馬光因此批評劉駿，說他晚年好酒奢靡，以致原本強盛的劉宋，在他執政末年中衰。

### 荒淫无道
刘骏非常好色，喜欢到宫外不分亲疏贵贱临幸美女。
北宋史学家司马光所著资治通鉴的记载：
| 「上闺门无礼，不择亲疏、尊卑，流闻民间，无所不至。」——《资治通鉴-卷一百二十八-宋纪十》 |

### 亂倫傳聞
454年，劉駿召幸南郡王劉義宣（六叔）的幾個女兒，劉義宣於是憎恨劉駿，隨後在江州刺史臧質的慫恿下，起兵造反。造反失敗，劉義宣遭誅。劉駿可能便秘密納娶其中一位堂妹（劉駿為避人耳目，冊封其為殷淑儀），並與其生下第八子劉子鸞等五子一女，但也有說法認為殷淑儀並非劉氏女。
史載劉駿與母親路太后有亂倫之嫌疑。南朝人沈約所著《宋書》之記載較為含蓄，內文如下：
| 「上於閨房之內，禮敬甚寡，有所御幸，或留止太后房內，故民間喧然，咸有醜聲。宮掖事秘，莫能辨也。」——《宋書‧列傳第一‧后妃傳》 |

《宋書》指劉駿常於路太后所居顯陽殿中臨幸宮女，因停留時間過久，以致民間謠傳其間有不可告人之事。《宋書》作者沈約並無否認，只模稜兩可地表示：「宮掖事秘，莫能辨也。」
然而由北朝人魏收所著的《魏書》就沒有顧忌，直接指涉劉駿與其母亂倫：
| 「駿淫亂無度，蒸其母路氏，穢汙之聲，布於甌越。」——《魏書‧列傳第八十五‧島夷劉裕傳》 |

魏收還記述劉駿天性好色、狎褻無度，以致其兒子、宋前廢帝劉子業即位後，指著劉駿的畫像罵：「此渠大好色，不擇尊卑！」
但也有人認為記載不實。唐朝史家劉知幾在其著作《史通》中辯誣說：「沈氏著書，好誣先代，於晉則故造奇說，在宋則多出謗言，前史所載，已譏其謬矣。而魏收黨附北朝，尤苦南國，承其詭妄，重以加諸。遂云馬睿出於牛金，劉駿上淫路氏。可謂助桀為虐，幸人之災。」

## 逝世與廟諡
464年7月12日，劉駿病逝於玉燭殿，享年三十五歲，在位十一年。皇太子劉子業繼位，是為宋前廢帝。8月27日，奉葬位於丹陽郡秣陵縣岩山（今南京市江寧區秣陵鎮）的景寧陵，予諡「孝武皇帝」，廟號「世祖」。

## 家族
| 成員   | 姓名 | 備註 |
| ------ | --- | --- |
| 祖父母 | 祖父 劉裕高祖武皇帝 祖母 胡道安章皇太后 | |
| 父母   | 父 劉義隆太祖文皇帝 母 路惠男昭皇太后 | |
| 兄弟   | 長劉劭元兇 · 次劉濬始興王 · 四劉鑠南平穆王 · 五劉紹廬陵昭王 · 六劉誕竟陵王 · 七劉宏建平宣簡王 · 八刘祎東海王 · 九劉昶義陽王 · 十劉渾武昌王 · 十一劉彧太宗明皇帝 · 十二劉休仁建安王 · 十三劉休祐山陽王 · 十四劉休茂海陵王 · 十五劉休業鄱陽哀王 · 十六劉休倩臨慶沖王 · 十七劉夷父新野懷王 · 十八劉休範桂陽王 · 十九劉休若巴陵哀王 | |
| 姐妹   | 劉英娥東陽獻公主 · 海鹽公主 · 長城公主 · 劉英媛臨川長公主 · 淮陽長公主 · 劉英媚新蔡公主 · 南陽公主 · 琅邪貞長公主 · 南郡獻公主 · 尋陽公主 · 廬江公主 | 海鹽公主、長城公主、淮陽長公主、南陽公主、琅邪貞長公主、南郡獻公主、尋陽公主、廬江公主史失其名 |
| 皇后   | 王憲嫄文穆皇后 | |
| 妃嫔   | 殷淑儀宣贵妃 · 陳淑媛皇太后 · 何淑仪 · 史昭华 · 史昭仪 · 徐昭容 · 谢昭容 · 何婕妤 · 江婕妤 · 杨婕妤 · 阮容华 · 杜容华 · 江美人 | 有史可查者十三人 |
| 儿子   | 長劉子業前廢帝 · 次劉子尚豫章王 · 三劉子勛晉安王 · 四劉子綏安陸王 · 五劉子深 · 六劉子房尋陽王 · 七劉子頊臨海王 · 八劉子鸞始平孝敬王 · 九劉子仁永嘉王 · 十劉子鳳 · 十一劉子真始安王 · 十二劉子玄 · 十三劉子元邵陵王 · 十四劉子羽齊敬王 · 十五劉子衡 · 十六劉子孟淮南王 · 十七劉子況 · 十八劉子產南平王 · 十九劉子雲晉陵孝王 · 廿劉子文 · 廿一劉子輿廬陵王 · 廿二劉子師南海哀王 · 廿三劉子霄淮陽思王 · 廿四劉子雍 · 廿五劉子趨 · 廿六劉子期 · 廿七劉子嗣東平王 · 廿八劉子悅 嗣子劉贊武陵王 | 劉子深、劉子鳳、劉子玄、劉子羽、劉子衡、劉子況、劉子雲、劉子文、劉子霄、劉子雍等十子夭折； 劉子鸞、劉子師等二子被前廢帝所殺； 劉子業、劉子尚、劉子勛、劉子綏、劉子房、劉子頊、劉子仁、劉子真、劉子元、劉子孟、劉子產、劉子輿、劉子趨、劉子期、劉子嗣、劉子悅等十六子被明帝所殺。 |
| 女儿   | 劉楚玉山陰公主 · 刘某安固公主 · 刘某臨汝公主 · 刘某安吉公主 · 劉楚佩臨淮公主 · 劉楚琇皇女 · 劉修明康樂公主 · 刘某第十二皇女縣公主 | 有史可查八人，至少有十二女。 安固公主、臨汝公主、安吉公主、縣公主史失其名； 劉楚琇夭折，無追諡，但稱皇女； 縣公主被前廢帝賜死、劉楚玉被明帝賜死。 |

## 延伸阅读
[在维基数据编辑]
 在维基文库阅读此作者作品（ 在维基共享资源阅览影像）
 《宋書/卷6》，出自沈约《宋书》
 《南史·卷02》，出自李延壽《南史》